# Sciaphila tenella
Sciaphila tenella är en enhjärtbladig växtart som beskrevs av Carl Ludwig von Blume. Sciaphila tenella ingår i släktet Sciaphila och familjen Triuridaceae. Inga underarter finns listade.